# Dávid Halász
Dávid Halász (* 8. September 1986 in Košice, Tschechoslowakei) ist ein ehemaliger slowakischer Eishockeyspieler, der zuletzt bis 2011 beim HC 46 Bardejov in der slowakischen 1. Liga unter Vertrag stand.

## Karriere
Dávid Halász begann seine Karriere als Eishockeyspieler in seiner Heimatstadt im Nachwuchsbereich des HC Košice, für dessen Profimannschaft er in der Saison 2001/02 sein Debüt in der slowakischen Extraliga gab. Dies blieb jedoch vorerst sein einziger Einsatz im Seniorenbereich, da der Verteidiger von 2003 bis 2006 in der kanadischen Juniorenliga Ontario Hockey League für die Ottawa 67’s, die ihn beim CHL Import Draft 2003 in der ersten Runde als 33. Spieler ausgewählt hatten, den Oshawa Generals und den London Knights aktiv war.
Zur Saison 2006/07 erhielt der Linksschütze einen Vertrag beim amtierenden slowakischen Meister MsHK Žilina, für den er zudem in beiden Spielen der Gruppenphase des IIHF European Champions Cup zum Einsatz kam. Anschließend verbrachte Halász zwei Spielzeiten bei Žilinas Ligarivalen HK Nitra, ehe er für die Saison 2009/10 von seinem Heimatclub HC Košice verpflichtet wurde. Er erhielt jedoch keinerlei Einsätze beim HC Košice und spielte zwei Jahre für dessen Kooperationspartner HC 46 Bardejov in der zweitklassigen 1. Liga, wo er 2011 seine Karriere im Alter von nur knapp 25 Jahren beendete.

## Extraliga-Statistik
(Stand: Ende der Saison 2010/11)